# Kleopatra (Tochter des Idas)
Kleopatra (altgriechisch Κλεοπάτρα Kleopátra) ist eine Figur der griechischen Mythologie.
Sie war die Tochter des Idas und der Marpessa, der Tochter des Flussgottes Euenos, und heiratete den ätolischen Helden Meleagros, Sohn des Königs Oineus von Kalydon (oder des Ares) und der Althaia. Weil ihre Mutter bei ihrem Raub durch Apollon wie ein Eisvogel geklagt hatte, wurde Kleopatra von ihren Eltern als Alkyone bezeichnet. Dem Meleagros gebar Kleopatra eine Tochter namens Polydora, die den griechischen Fürsten Protesilaos heiratete.
Als die Kureten Kalydon belagerten, konnte Kleopatra ihren Gatten dazu bringen, dass er seinen Zorn gegen seine Mutter vergaß und den Kampf für seine Vaterstadt wieder aufnahm, wobei er nach der Rettung Kalydons starb. Eine Variante des Mythos lautet, dass sich daraufhin seine Mutter Althaia und Gattin Kleopatra erhängten, die anderen den Helden beweinenden Frauen aber in Vögel verwandelt wurden. Der Name Alkyone dürfte jedoch auf eine Sage schließen lassen, nach der Kleopatra selbst verwandelt wurde. Laut einer anderen Version trauerte sie so lang, bis sie starb. Wahrscheinlich ist Kleopatra auf einer rotfigurigen Vase und weiteren Kunstwerken, die das Motiv von Meleagros’ Tod zeigen, abgebildet.